# Brøndbyvester Sogn
Brøndbyvester Sogn er et sogn i Glostrup Provsti (Helsingør Stift).
Siden 1583 var Brøndbyøster Sogn anneks til Brøndbyvester Sogn. Brøndbyøster havde altså ikke egen præst, men blev betjent af præsten i Brøndbyvester. Begge sogne hørte til Smørum Herred i Københavns Amt. Brøndbyvester-Brøndbyøster sognekommune skiftede i 1955 navn til Brøndbyøster-Brøndbyvester, da Brøndbyøster fik præsten og der blev byttet om på hovedsogn og anneks.[kilde mangler]
Kommunenavnet Brøndbyerne vandt frem, men Indenrigsministeriet accepterede ikke flertalsnavne, så den storkommune, der blev dannet ved kommunalreformen i 1970, kom til at hedde Brøndby Kommune. Den blev ved strukturreformen i 2007 ikke lagt sammen med andre.[kilde mangler]
I Brøndbyvester Sogn ligger Brøndbyvester Kirke. I 1984 blev Brøndby Strand Kirke indviet i Brøndby Strand Sogn, som i 1973 var udskilt fra Brøndbyvester Sogn.[kilde mangler]
I sognet findes følgende autoriserede stednavne:
- Brøndbyvester (bebyggelse, ejerlav)
- Ragnesminde (landbrugsejendom)